# Британ Далтон
Британ Далтон (англ. Britain Dalton; нар. 12 грудня 2001, Каліфорнія, США) — американський актор, відомий своєю роллю в серіалі «Голіаф» (2015), де він зіграв Джейсона Ларсона в першому сезоні. Британ також з'являвся у відеогрі «Uncharted 4: A Thief's End» (2016), де він зіграв молодого Натана Дрейка.
У 2017 році його було обрано для ролі Ло'ака, другого сина Джейка Саллі та Нейтірі, у фільмах «Аватар: Шлях води» та майбутньому «Аватар 3».

## Життя і кар'єра
Британ грав у «Аватар: Шлях води» та «Аватар 3», режисера Джеймса Кемерона.

## Фільмографія
| Not yet released | Позначає твори, які ще не видані |

| Рік  | Назва                        | Роль                   | Примітки      |
| ---- | ---------------------------- | ---------------------- | ------------- |
| 2015 | Анонімні актори              | Молодий Шон            |               |
| 2015 | Гриль собака                 | Коллін                 |               |
| 2017 | Тумпер                       | Дін                    |               |
| 2018 | Першому гравцю приготуватися | Дитина середньої школи |               |
| 2022 | Аватар: Шлях води            | Ло'ак                  |               |
| 2023 | Темний урожай                | Джим Шепард            |               |
| 2025 | Аватар: Вогонь і попіл       | Ло'ак                  | Пост-продакшн |

### Телебачення
| Рік  | Назва                              | Роль           | Примітки |
| ---- | ---------------------------------- | -------------- | -------- |
| 2015 | Криміналісти: мислити як злочинець | Біллі Хокінс   | 1 епізод |
| 2016 | Голіаф                             | Джейсон Ларсон | 8 серій  |

### Відеоігри
| Рік  | Назва                      | Роль голосу         | Примітки                |
| ---- | -------------------------- | ------------------- | ----------------------- |
| 2016 | Uncharted 4: Кінець злодія | молодий Натан Дрейк | голос і захоплення руху |